# Кублицкая, Раиса Владимировна
Раиса Владимировна Кублицкая (10 апреля 1928 год, деревня Колышки — 03 июня 2021 года) — передовик советского сельского хозяйства, звеньевая колхоза имени Калинина Лиозненского района Витебской области, Белорусская ССР. Герой Социалистического Труда (1976). Депутат Верховного Совета БССР.

## Биография
Родилась в 1928 году в многодетной крестьянской семье в деревне Колышки. В 1941 году окончила семилетнюю школу в родном селе. В октябре 1943 года после освобождения Лиозненского района от немецко-фашистских захватчиков ушла добровольцем в военный госпиталь. Закончила войну в Восточной Пруссии. С 1947 году окончив восьмой класс средней школы, устроилась на работу в колхоз имени Калинина Лиозненского района. Была назначена звеньевой льноводческого звена.
Звено под руководством Раисы Кублицкой ежегодно во время 9-й пятилетки перевыполняло план по выращиванию льна. Указом Президиума Верховного Совета СССР от 12 декабря 1973 года за выдающиеся успехи, достигнутые во Всесоюзном социалистическом соревновании, и проявленную трудовую доблесть в выполнении заданий 9-й пятилетки и принятых социалистических обязательств по увеличению производства и продажи государству продуктов земледелия и животноводства удостоена звания Героя Социалистического Труда с вручением ордена Ленина и золотой медали «Серп и Молот».
Избиралась депутатом Верховного Совета Белорусской ССР (1967—1971).
В 1983 году вышла на пенсию. Проживала в Минске.

## Память
В 2015 году в Лиозно была открыта Аллея Славы, на которой находится стела с портретом Раисы Кублицкой.

## Награды
- Герой Социалистического Труда — указом Президиума Верховного Совета СССР от 10 марта 1976 года
- Орден Ленина — дважды (1966, 1973)
- Орден Отечественной войны 2 степени
- Медаль «За взятие Кёнигсберга»
- Почётный гражданин Фрунзенского района Минска (2008[2])